# Anatole de Cassagnes de Beaufort de Miramon
Pour les autres membres de la famille, voir Famille de Cassagnes de Beaufort.
Anatole-Joseph de Cassagnes de Beaufort, marquis de Miramon-Fargues, né le 9 décembre 1828 à Lyon et mort le 15 juin 1912 à Paris, est un homme politique français.

## Biographie
Propriétaire au Puy (Haute-Loire) et d'opinions monarchistes, il fut élu, le 20 février 1876, député de la première circonscription du Puy, par 6052 voix contre 5705 à Guyot-Montpayroux, et 2746 à Victor Robert. Il fut cependant invalidé par la Chambre pour cause de diffamation contre Guyot-Montpayroux peu de temps avant le vote du second tour. 
Il fut également conseiller général et représentant du « comte de Chambord ».

## Sources
- « Anatole de Cassagnes de Beaufort de Miramon », dans Adolphe Robert et Gaston Cougny, Dictionnaire des parlementaires français, Edgar Bourloton, 1889-1891 [détail de l’édition]